# Lieblingminne und Freundesliebe in der Weltliteratur
Lieblingminne und Freundesliebe in der Weltliteratur es una antología de poesía sobre la homosexualidad, compilada por el artista alemán Elisar von Kupffer (Elisarion). Publicada por primera vez en 1900, fue el primer esfuerzo de este tipo en época moderna y, a pesar de que varias obras posteriores han tratado de dar una versión actualizada del libro de von Kupffer, el texto sigue siendo un clásico de la literatura gay.

## Los poemas
Los poemas del libro provienen de varias fuentes y lugares, como la Antigua Grecia, el Imperio romano, la Biblia, el mundo árabe, Japón, la Italia del Renacimiento, la Inglaterra isabelina, incluyendo incluso unos pocos poemas del propio editor.
En el momento de la compilación, no se conocían ejemplos anteriores, así que la búsqueda de poemas para ser incluidos necesitó de mucha investigación. A esto hay que añadir que, o bien los poemas no habían sido traducidos, o bien las traducciones existentes habían sido manipuladas por la censura homofóbica (por ejemplo, sustituyendo los pronombres masculinos por otros femeninos). Así que von Kupffer tuvo que traducir primero un montón de poemas, además de pedir ayuda a amigos para los idiomas que no conocía.
En vista de las dificultades, debe tenerse en cuenta que la selección de von Kupffer se ha mantenido, con la mayoría de los autores y poemas seleccionados convirtiéndose en elementos permanentes del canon de la poesía gay, incluidos en otras obras similares posteriores.

## El título
Lieblingminne und Freundesliebe in der Weltliteratur se puede traducir como «Poesía al querido y amor entre amigos en la literatura mundial». El título usa la palabra alemana Freundesliebe, «amor entre amigos», y un juego de palabras de von Kupffer, Lieblingminne, que se puede leer como «forma favorita de amor» o como «amor de un favorito». Supuestamente, Lieblingminne se refiera a la forma griega del amor pederasta y Freundesliebe a la relación homosocial entre hombres de edades similares.
La palabra Minne proviene del alemán medieval y habitualmente se refiere a una forma de amor platónico heterosexual, en el que el amante canta sus loas a la amada, pero no realiza avances sexuales concretos.

## Argumentación de von Kupffer en el prefacio
Quizás tan interesante como la antología misma, es el prefacio de von Kupffer, escrito en 1899 en Pompeya y políticamente muy cargado. Von Kupffer defiende una homosexualidad que no sólo es «tolerada» por la sociedad, sino que es una parte integral del tejido social, con sus relaciones homosociales (mayormente platónicas) entre hombres y jóvenes, así como entre hombres y hombres, que refuerza la sociedad en una forma que las relaciones heterosexuales por sí solas no podrían hacer jamás. 
Von Kupffer también ataca la noción del tercer sexo, un concepto que cree que fue inventado por activistas homosexuales, como Magnus Hirschfeld, como un medio de conseguir el reconocimiento de los homosexuales y para luchar contra las leyes de sodomía existentes. También se opone con fuerza a cualquier esfuerzo revisionista en la que se describa a figuras históricas como Alejandro Magno o Julio César en clave homosexual, cuando considera que la noción contemporánea de «homosexual» tiene tintes afeminados de un modelo de comportamiento del tercer sexo que él cree que no se puede aplicar a la época.
Von Kupffer continúa criticando el «culto a la mujer», cuyo origen coloca en la Francia imperial y la corte de Luis XIV. Afirma que el clima social en el que se priman las relaciones hombre-mujer y se desconfía de las relaciones hombre-hombre es perjudicial para la sociedad. La promoción de la heterosexualidad sobre todas las demás cosas solo puede, en su opinión, llevar a una sociedad relativamente solitaria, donde faltan en su mayoría las interacciones sociales y la cultura con mayúscula.
Sin embargo, a pesar de los argumentos de von Kupffer de que los hombres deberían, al igual que los ciudadanos griegos ideales del pasado, se decididamente masculinos en su comportamiento, pero a la vez lo bastante refinados para mantener relaciones homoeróticas o homosexuales, von Kupffer recalca que no es misógino y que de hecho, gran parte de la misoginia proviene de hombres heterosexuales que, en su subconsciente, se sienten enjaulados en sus matrimonios.
De muchas maneras, el prefacio de von Kupffer sigue siendo relevante en la actualidad, ya que las discusiones entre von Kupffer y Hirschfeld reflejan discusiones similares entre Adolf Brand y Hirschfeld, o desde los años 60, entre los defensores del amor pederasta y el movimiento de liberación LGBT.

## Historia de la publicación del libro
EL libro fue publicado en 1900 en una edición de 1000 copias por Adolf Brand, el activista pionero que luchó por la aceptación de la homosexualidad masculina, pero ya a finales del año los libros restantes fueron comprados por el editor S. Dyck de Eberswalde, lo que se puede comprobar en la etiqueta con el nombre de Brandt en la portada. En 1903 el libro fue retomado por el editor Max Spohr, que editaba la mayoría de los textos homosexuales en Alemania en la época, que cambió la portada con el nombre de Brandt por una con su propio nombre. Por un corto espacio de tiempo, el libro estuvo incluso prohibido por orden de los tribunales, pero posteriormente fue vuelto a ser legalizado gracias a una declaración positiva de Ulrich von Wilamowitz-Moellendorff.
Muy pocas ediciones originales han sobrevivido las dos guerras mundiales, por lo que es difícil encontrarlas en bibliotecas. En 1995 la editorial Rosa Winkel  publicó un facsímile, reduciendo ligeramente el tamaño de página, del original que se encuentra en la Staatliche Bibliothek Passau, con una introducción de Marita Keilson-Lauritz.

## Lectura adicional

### Edición facsímile
- von Kupffer, Elisar: Lieblingminne und Freundesliebe In der Weltliteratur. Eine Sammlung mit einer ethisch-politischen Einleitung von Elisarion von Kupffer. Nachdruck der Ausgabe von 1900 mit einem Vorwort von Marita Keilson-Lauritz. Verlag Rosa Winkel, Berlin 1995. ISBN 3-86149-034-X

### Antologías similares
- Carpenter, Edward, ed.: Iolaus - anthology  of friendship.  London, Swan Sonnenschein / Mánchester, S. Clarke.  (2.ª edición, 1906, 3.ª edición 1927).
- Beurdeley, Cecile, ed.: L'Amour bleu, 1978. ISBN 0-8478-0129-2 — Libro voluminoso, que además de poesía contiene prosa selecta, así como pintura y fotografía.
- Campe, Joachim, ed.: Matrosen sind der Liebe Schwingen. Insel Verlag, 1994. ISBN 3-458-33299-5 — Da mayor importancia a autores modernos.
- Sutherland, Alistair. & Anderson, Patrick, eds.: Eros - an anthology of male friendship.  Blond, 1961.
- Reade, Brian, ed.:  Sexual Heretics; Male  Homosexuality in English literature from 1850-1900 - an anthology. Routledge, Keegan and Paul, 1970.
- Coote, Stephen, ed.: The Penguin Book of Homosexual Verse. Penguin, 1983. ISBN 0-14-042293-5
- Villena, Luis Antonio de, ed.: Amores iguales. Antología de la poesía gay y lésbica. La esfera literaria, 2002. ISBN 84-974-061-2